# Lingua nganasan
La lingua nganasan, nota anche come tavgi o tavgi samoiedo (nome nativo: няˮ сиәде, njaˮ siəde; in russo нганасанский язык?, nganasanskij jazyk o anche  тавгийский, tavgijnskij), è una lingua samoieda parlata in Russia, in Siberia.

## Distribuzione geografica
Secondo l'edizione 2009 di Ethnologue, la lingua nganasan è parlata da 500 persone, stanziate nel Circondario del Tajmyr.

## Classificazione
Secondo l'edizione 2009 di Ethnologue, la classificazione della lingua nganasan è la seguente:
- Lingue uraliche
  - Lingue samoiede
    - Lingua nganasan

## Sistema di scrittura
Per la scrittura viene usato l'alfabeto cirillico ed è così composto:
| А а | Б б | В в | Г г | Д д | Е е | Ё ё | Ж ж | З з | З̌ з̌ |
| И и | Й й | ’’  | К к | Л л | М м | Н н | Ӈ ӈ | О о | Ө ө |
| П п | Р р | С с | Ç ç | Т т | У у | Ү ү | Ф ф | Х х | Ц ц |
| Ч ч | Ш ш | Щ щ | Ъ ъ | Ы ы | Ь ь | Э э | Ә ә | Ю ю | Я я |